# Ludwig Bindervoet
Ludwig Bindervoet (4 oktober 1988) is een Nederlandse film- en toneelacteur.

## Carrière
Bindervoet verwierf in 2007 zijn eerste vaste rol op televisie in de serie Voetbalvrouwen als Dylan Woesthoff.
Tijdens zijn opleiding aan de Toneelacademie Maastricht richtte hij in 2010 samen met enige medeleerlingen het performancecollectief Urland op. Als toneelacteur was hij ook actief bij het Rotterdamse Wunderbaum, De Queeste uit Hasselt (België) en de Arnhemse Toneelgroep Oostpool. Bindervoet studeerde in 2012 af.
Eveneens in 2012 begon hij aan een vaste rol in de televisieserie Dokter Tinus als "Gijs de Groot". Hier speelde hij drie seizoenen in mee.
Bindervoet speelde bij Toneelgroep Oostpool in oa They are just kids (selectie Nederlands Theaterfestival 2016), On the road, De Ilias, Allemaal Mensen (winnaar Wijkjury Theaterfestival 2019), All Over - Acts of Love en De Profundis.
Bij Theater aan de Rijn werd Bindervoet in 2020 huismaker en maakte zijn eerste solo 'Patroon'. Een tekst van zijn vader, schrijver, vertaler, dichter Erik Bindervoet.
Met Florian Myjer en Kim Karssen maakte hij de voorstelling Mann, Mann, Mann bij toneelgroep De Warme Winkel.
In 2022 won hij met URLAND de VSCD Mime en Performanceprijs met de voorstelling De Gabber Opera.
In 2023 besloot Bindervoet het mede door hem opgerichte collectief URLAND te verlaten. Hij richt zich nu op zijn individuele artistieke ambities, als autonome maker, speler, schrijver, regisseur en speldocent.

## Filmografie

### Film
| Jaar | Film                          | Rol          | Opmerking     |
| ---- | ----------------------------- | ------------ | ------------- |
| 2010 | Sterke verhalen               | Dikke Gekke  | Speelfilm     |
| 2012 | Oom Henk                      | Straatjongen | Telefilm      |
| 2012 | Sevilla                       | Boris        | Korte film    |
| 2014 | De liefde van mijn leven      | Jonge Pieter | Televisiefilm |
| 2015 | Ik geloof dat ik gelukkig ben | Kris Brandt  |               |
| 2015 | Dames 4                       | Bas          | Televisiefilm |
| 2017 | Off Track                     | Gregor       | Televisiefilm |
| 2023 | Fijn Weekend                  | Olivier      | Bioscoopfilm  |

### Televisie
| Jaar      | Serie                            | Rol                   | Opmerking                              |
| --------- | -------------------------------- | --------------------- | -------------------------------------- |
| 2007      | Flikken Maastricht               | Twan Meerbeek         | Aflevering 'Kristalhelder'             |
| 2008      | Voetbalvrouwen                   | Dylan Woesthoff #2    | Vaste rol                              |
| 2011      | Flikken Maastricht               | Mart Hendriks         | Aflevering 'Inkom'                     |
| 2011      | Van God Los                      | Daan                  | Aflevering 'Spookbeeld'                |
| 2011      | Seinpost Den Haag                | Duitse onverlaat      | Aflevering 'Liefde'                    |
| 2012      | Dokter Deen                      | Jim                   | Aflevering 'De weddenschap'            |
| 2012-2014 | Dokter Tinus                     | Gijs de Groot         | Vaste rol                              |
| 2013      | Moordvrouw                       | Ruud Vaassen          | Aflevering 'Het beste van twee kwaden' |
| 2014      | Johan Cruijff: logisch is anders | Jonge Jan van Beveren |                                        |
| 2018      | Zuidas                           | Boye Stopler          | twee afleveringen                      |
| 2018      | LOIS                             | Milan Huizinga        |                                        |
| 2021      | Flikken Rotterdam                | Marco van Rijn        |                                        |